# SS-Hauptscharführer

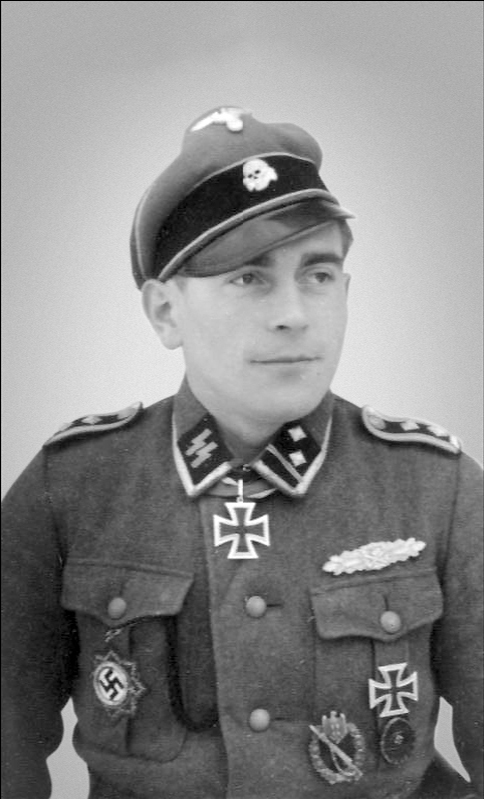
SS-Hauptscharführer der Waffen-SS, hier Gustav Schreiber

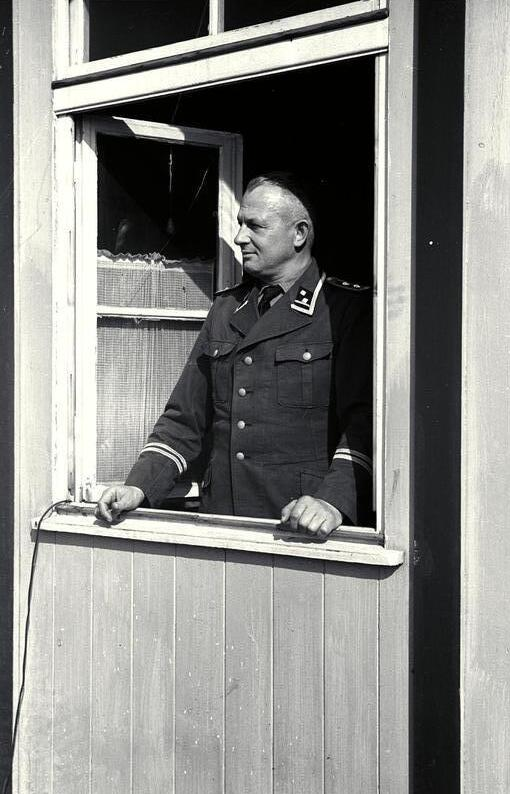
SS-Hauptscharführer, mit „Spieß-Kolbenringen“ an beiden Ärmelaufschlägen, die den Uniformträger als SS-Stabsscharführer ausweisen.

Der SS-Hauptscharführer (kurz: Hscha; Ansprache: Hauptscharführer) war im Deutschen Reich bis zum Jahre 1938 der höchste Rang der Dienstgradgruppe der Unterführer mit Portepee der Schutzstaffel (SS). Nach 1938 war lediglich der neu geschaffene herausgehobene Spitzendienstgrad SS-Sturmscharführer höher.

## Besonderheiten
In der Hierarchie der Waffen-SS war der Hauptscharführer üblicherweise der dienstälteste Unteroffizier im Kompaniebereich (vor 1935 SS-Sturm), eine der Kompanie in Heer und Luftwaffe vergleichbare Einheit.
Der SS-Hauptscharführer hatte die Befähigung zum Zugführer und wurde in der Regel als „Spieß“ eingesetzt. In der Waffen-SS lautete diese spezielle Dienststellungsbezeichnung SS-Stabsscharführer und war mit dem „Spieß“ der Wehrmacht (hier: Hauptfeldwebel) oder dem heutigen Kompaniefeldwebel der Bundeswehr vergleichbar.
Eine weitere typische Einsatzmöglichkeit bestand in Unteroffiziersverwendungen in SS-Kommando- und Führungsstäben, aber auch in Sicherheitsbehörden wie beispielsweise der Gestapo und dem SD.
Bei den Abbildungen werden die Rangabzeichen oder Dienstgradabzeichen gezeigt, die als Schulterstücke und Kragenspiegel, aber auch als Ärmelabzeichen ab 1942 für Tarn- oder Spezialanzüge, getragen wurden. Die Kragenspiegel mit SS-Runen und dem Rangabzeichen wurden an der feldgrauen Uniformjacke der Waffen-SS oder der grauen Feldbluse getragen.

## Rangfolge und Insignien
Dieser SS-Rang war dem SA-Obertruppführer und dem damaligen Oberfeldwebel in Heer und Luftwaffe der Wehrmacht gleichgestellt. Auch entsprach der Rang eines SS-Standartenoberjunkers als Offiziersanwärter der Waffen-SS nominell dem SS-Hauptscharführer. Die Paspelierung der Schulterstücke war in der für Unteroffiziere der Waffen-SS festgelegten Waffenfarbe gehalten.
| Dienstgrad                    |                             |                            |
| niedriger: SS-Oberscharführer | SS-Hauptscharführer (Hscha) | höher: SS-Sturmscharführer |

Rangabzeichen SS-Hauptscharführer der Waffen-SS
Schulterstück (Waffenfarbe weiß: Infanterie)
SS-Standartenoberjunker (Waffenfarbe Weiß: Infanterie)
Kragenspiegel (Hscha/Standartenoberjunker)
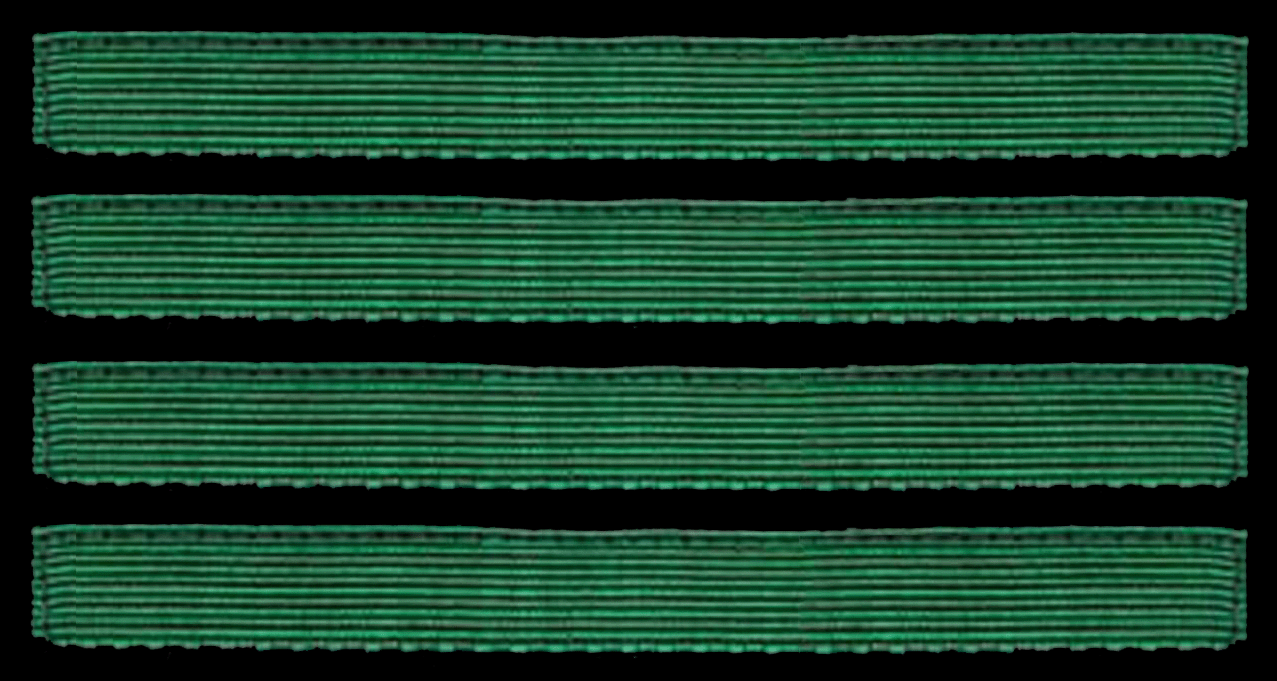
Ärmelabzeichen Tarnanzug (Sommer)
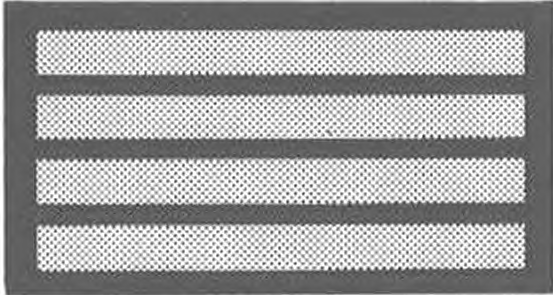
... Tarnanzug (Winter)